# 카린 이텐
카린 이텐(독일어: Karin Iten, 1956년 8월 11일 - 2010년 5월 18일)은 스위스의 피겨 스케이팅 선수였다. 그녀는 1973년 유럽 피겨 스케이팅 선수권 대회에서 동메달을 획득했다. 그녀는 2010년 5월 18일에 당뇨병으로 죽었다.
그녀는 나중에 스핀을 유명하게 만든 데니스 비엘만의 이름을 따서 명명된 비엘만 스핀의 발명가였다.

## 대회 성적
| Event            | 1971-72 | 1972-73 | 1973-74 | 1974-75 |
| ---------------- | ------- | ------- | ------- | ------- |
| 세계 선수권 대회 | 12위    | 6위     | 5위     | 21위    |